# رموز العناصر الإلكترونية

مجموعة من الرموز الإلكترونية.

الرموز الإلكترونية رسوم صورية تمثل المكونات الإلكترونية.وتستعمل الرموز الإلكترونية في رسم الدارة المرسل والترسيمي.وتستعمل هذه الرموز الإلكترونية في تمثيل شتى عناصر الدارات مثل الأسلاك والمقاومات والمقاحل والمكثفات وغيرها.

## معرض الرموز الإلكترونية

### مقاومات

مقاومة أمريكي (أعلى) لجنة إلكتروتكنية دولية (أسفل)
مقاومة مع نقطة تماس قابلة للضبط

### المكثفات

مكثف
مكثف مستقطب
مكثف متغير

### مقاحل

ترانزستور بي إن بي
ترانزستور إن بي إن
مقحل حقلي موصول سالب القناة
مقحل حقلي موصول موجب القناة
مقحل حقلي

### ثنائيات المساري

ثنائي
ثنائي زنر
ثنائي نفقي
ثنائي شوتكي
ثنائي مضيء
ثنائي ضوئي
مكثف متبدل

### صمامات مفرغة

صمام مفرغ ثنائي
صمام مفرغ ثلاثي
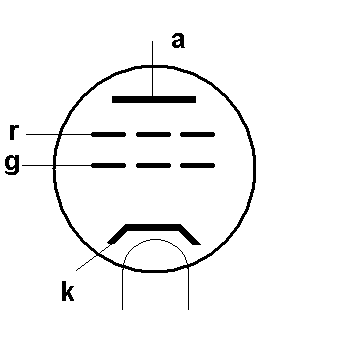
صمام مفرغ رباعي
صمام مفرغ خماسي

### مفاتيح تبديل

مبدال بقطب ومرمى
مبدال بقطب مرميين
مبدال بقطبي مرميين

### متفرقات

مدخرات مفردة وعديدة.
ملف (مستحث)
محول بقلب حديدي.
مقوم سليكوني التحكم
فاصمة:لجنة إلكتروتكنية دولية (أعلى),أمريكي (2 أسفل)
مقبس الهاتف